# Fianarantsoa (Provinz)
Fianarantsoa (deutsch Gute Ausbildung; auch Fianar) ist eine ehemalige Provinz (faritany mizakatena) in Madagaskar mit der gleichnamigen Hauptstadt Fianarantsoa. Sie hatte eine Fläche von 102.373 km² und rund 3,36 Millionen Einwohner. Am 4. April 2007 ließ Marc Ravalomanana ein Referendum über eine Änderung der Verfassung abhalten, das eine neue Verwaltungsgliederung ohne Provinzen ab Oktober 2009 festlegte.
In der Provinz befinden sich vier große Nationalparks: Nationalpark Ranomafana, Nationalpark Midongy du Sud, Nationalpark Isalo und der Nationalpark Andringitra.

## Verwaltungsgliederung
Bis  Oktober 2009 war Madagaskar in sechs Provinzen (faritany mizakatena) aufgeteilt. Die 2004 gegründeten Regionen (Faritra) waren bis zur Auflösung der Provinzen zweite Verwaltungseinheit. Ab November 2009 wurden sie somit erste administrative Verwaltungseinheit. Die Regionen sind jeweils in Distrikte (Fivondronana) unterteilt. Nachfolgend ist die Gliederung für die ehemalige Provinz Fianarantsoa dargestellt.
| - Region Atsimo-Atsinanana: - 5. Befotaka - 7. Farafangana - 19. Midongy - 21. Vangaindrano - 23. Vondrozo - Region Amoron’i Mania: - 2. Ambatofinandrahana - 4. Ambositra - 6. Fandriana - 17. Manandriana - Region Ihorombe: - 10. Iakora - 12. Ihosy - 15. Ivohibe | - Region Haute Matsiatra: - 1. Ambalavao - 3. Ambohimahasoa - 8. Fianarantsoa I - 9. Fianarantsoa II - 13. Ikalamavony - Region Vatovavy-Fitovinany: - 11. Ifanadiana - 14. Ikongo - 16. Manakara - 18. Mananjary - 20. Nosy Varika - 22. Vohipeno |